# Roland Bacon
Pour les articles homonymes, voir Bacon.
Roland Bacon, né le 10 janvier 1956 à Londres, est astrophysicien et directeur de recherche émérite au CNRS.
Il est actuellement chercheur émérite au Centre de recherche astrophysique de Lyon de l'observatoire de Lyon dont il a été le directeur de 1995 à 2005.  

## Biographie
Roland Bacon a occupé pendant 10 ans le poste de directeur du Centre de recherche astrophysique de Lyon. Ses recherches portant essentiellement sur l'instrumentation pour les grands télescopes optique et  l’astronomie extragalactique, lui ont permis de conduire et de participer à plus de 350 publications. Il est l'auteur d’une monographie sur l’instrumentation 3D. Il a été titulaire entre 2014 et 2019 d'une bourse (Advanced Grant) du Conseil européen de la recherche. 
Il a été membre du conseil scientifique de l'exposition permanente consacré à la question des origines du musée des confluences entre 2006 et 2013, puis membre du conseil scientifique du musée depuis 2022. Il a réalisé avec la compagnie de danse Hallet Eghayan un spectacle sur l'origine de l'Univers (13 heures et des poussières). Ce spectacle a été produit 20 fois entre 2009 et 2016 principalement en France mais aussi en Suisse, au Maroc et en Algérie.
En septembre 2024, il publie à compte d'auteur ses mémoires : En quête de galaxies, une aventure humaine et scientifique qui fait l'objet d'une recension positive dans Le Monde,.

## Réalisations
En 1987, il a réalisé avec G. Courtès et G. Monnet le premier spectrographe intégral de champ au monde dénommé TIGER. Il a depuis piloté de nombreux projets instrumentaux pour les télescopes optiques dont le spectrographe intégral de champ SAURON qui a produit 44 publications sur les galaxies proches. Ce projet qu’il a conduit avec Tim de Zeeuw et Roger Davies a été distingué par la société royale d’astronomie anglaise en 2013. En 2001, il a conçu et piloté le projet MUSE, un instrument unique au monde pour le Very Large Telescope qui est en opération au Chili, depuis 2014. Depuis 2022, il pilote l'étude du Wide Field Spectroscopic Telescope (WST), un projet de télescope (12 mètres) grand champ dédié aux sondages spectroscopiques.   

## Distinctions et récompenses
- 2013 : distinction de la Royal Astronomical Society anglaise avec l'ensemble de l'équipe du projet SAURON[9].
- 2017 : prix Deslandres de l’Académie des sciences française[11].
- 2018 : médaille Manne Siegbahn de la fondation Nobel[12].
- 2020 : médaille Jackson-Gwilt de la Royal Astronomical Society[13].
- 2022 : prix Johann Wempe de la Johann Wempe Foundation, Leibniz Institute for Astrophysics Potsdam[14].
- 2024 : prix Lodewijk Woltjer Lecture de la Société européenne d'astronomie[15].

## Médias
- OASIS l'oeil aux milles regards, documentaire, réalisateur François Tisseyre, CNRS Audiovisuel (1999)[16]
- Derrière l'horizon, vidéo 3D, documentaire, réalisation 3D émotion, Musée des Confluences (2014)[17]
- Lointaines galaxies - Une MUSE pour le Very Large Telescope, documentaire (2013)[18]
- Roland Bacon, astrophysicien, portrait, réalisateur Claude Delhaye et Christophe Gombert, CNRS Image (2017)[19]
- MUSE, la machine à explorer le temps, documentaire, réalisateur Claude Delhaye et Christophe Gombert, CNRS Image (2017)[20]